# 혼저옵서예
《혼저옵서예》는 JIBS TV에서 매주 토요일 오전 10시 15분에 방송 중인 제주 지역 정보 프로그램이다.

## 방송 시간
- 매주 금요일 아침 07:30~08:30
- 매주 토요일 아침 09:10~10:10
- 매주 금요일 저녁 05:35~06:30
- 매주 금요일 저녁 06:30~07:20
- 매주 금요일 저녁 06:25~07:15
- 매주 금요일 저녁 06:20~07:20
- 매주 금요일 저녁 06:50~07:35
- 매주 토요일 오전 10:15~11:00

## MC
- 1대 : 하재훈
- 2대 : 최재혁 아나운서
- 3대 : 임정섭 前 아나운서
- 4대 : 최재혁 아나운서
- 5대 : 이정민 아나운서

## 리포터
- 최재혁
- 유영
- 고봄애
- 권인아
- 박현선
- 김훤리

## 타이틀 변천사
현재 타이틀은 2022년 7월 8일을 기준으로 한다.
| 기수 | 프로그램 타이틀   | 방송 기간                        |
| ---- | ----------------- | -------------------------------- |
| 1기  | 생방송 혼저옵서예 | 2002년 6월 7일 ~ 2017년 4월 28일 |
| 2기  | 클릭! NOW 제주    | 2017년 5월 5일 ~ 2022년 7월 1일  |
| 3기  | 혼저옵서예        | 2022년 7월 8일 ~ 현재            |

## 경쟁 프로그램
- 탐나는 제주 (KBS 제주 1TV)
- TV 전국시대 (제주MBC TV)